# IPhone 15 Pro
Das iPhone 15 Pro ist ein Smartphone aus der iPhone-Reihe des US-amerikanischen Unternehmens Apple. Als Nachfolger des iPhone 14 Pro wurde es gemeinsam mit dem iPhone 15 am 12. September 2023 vorgestellt. Das Smartphone ist auch als iPhone 15 Pro Max mit einem größeren Bildschirm erhältlich. Die Geräte sind seit dem 22. September 2023 in den Apple-Stores erhältlich.

## Design
Das Design des iPhone 15 Pro und 15 Pro Max wurde im Vergleich zur Vorgängergeneration geringfügig verändert. Die Rückseite besteht aus mattem Glas, oben links darauf befindet sich das Kameraelement mit den drei Objektiven, dem Blitz sowie dem Lidar-Sensor. Eine Neuerung besteht beim Material des Rahmens – anstatt wie bisher aus Edelstahl wird dieser nun aus gebürstetem Titan der Legierung Ti-6Al-4V gefertigt, wodurch die Belastbarkeit erhöht und das Gewicht gesenkt wurde. Auf der Vorderseite befindet sich der Bildschirm, der mit der Dynamic Island (deutsch „dynamische Insel“), in der sich die Frontkamera und Face-ID-Sensoren befinden, erscheint.

### Farben
Das iPhone 15 Pro und 15 Pro Max sind in vier Farben erhältlich. Der von den Vorgängern bekannte goldene Farbton wird nicht mehr angeboten, stattdessen gibt es nun die Farbausführung Titan Natur, welche die natürliche Färbung von Titan zeigen soll. Auch neu ist die Farbausführung Titan Blau, weiterhin gibt es die Farbtöne Titan Weiß und Titan Schwarz.

### Abmessungen und Gewicht
Das iPhone 15 Pro ist im Vergleich zum Vorgänger um 0,9 mm in der Höhe und um 0,9 mm in der Breite verkleinert, in der Tiefe ist es um 0,39 mm angewachsen.
Beim iPhone 15 Pro Max wurde im Vergleich zum iPhone 14 Pro Max die Höhe um 0,5 mm und die Breite um ebenfalls 0,9 mm reduziert, die Tiefe wurde jedoch um 0,4 mm vergrößert. Durch den neuen Titanrahmen konnte das Gewicht des iPhones um 19 Gramm gesenkt, beim Pro von 206 auf 187 Gramm und von 240 auf 221 Gramm beim Pro Max.

## Technische Daten

### Kamera
iPhone 15 Pro und Pro Max erscheinen mit einer 48-Megapixel-Hauptkamera mit einer Brennweite von 24 mm, einer f/1.78-Blende, optischer Bildstabilisierung und Sensorverschiebung. Die 12-Megapixel-Ultraweitwinkelkamera ist verbaut, mit einer Brennweite von 13 mm, eine f/2.2-Blende und einem Sichtfeld von 120 Grad. Apple verwendet eine 12-Megapixel-2×-Telekamera mit einer Brennweite von 48 mm, einer f/1.78-Blende, OIS und Sensorverschiebung. Das iPhone 15 Pro verfügt hier über eine 12-Megapixel-3×-Teleobjektiv mit einer Brennweite von 77 mm und f/1.78 sowie OIS, das iPhone 15 Pro Max hat ein 12-Megapixel-5×-Teleobjektiv mit einer Brennweite von 120 mm, einer f/2.8-Blende, 3D-Sensorverschiebung, optische Bildstabilisierung sowie einen Autofokus. Das iPhone 15 Pro ermöglicht dreifach optisch Einzoomen (dreifach optischer Zoom), zweifach optisch Auszoomen (Ultraweitwinkel) und verfügt über einen sechsfach optischen Zoombereich sowie über einen 15-fachen digitalen Zoom. Das iPhone 15 Pro Max kann erstmals fünffach Einzoomen (fünffach optischer Zoom), zweifach optisch Auszoomen (Ultraweitwinkel), hat einen zehnfach optischen Zoombereich und 25-fachen digitalen Zoom. Auf die Kamera kann mit einem Action Button (deutsch Aktionstaste) zugegriffen werden. Apple gibt an, Low-Light- (deutsch „wenig Licht“) und die Night-Mode-Funktion (deutsch Nachtmodus) verbessert zu haben.

### Display
Das iPhone 15 Pro und iPhone 15 Pro Max verfügt über Super-Retina-XDR-Bildschirme, OLED-Bildschirme mit einem großen Dynamikbereich, mit einer Größe von 6,1 Zoll (15,5 cm) beim Pro und 6,7 Zoll (17 cm) beim Pro Max. Beide Bildschirme haben eine Pixeldichte von 460 Pixel pro Zoll (ppi), das Pro-Modell löst mit 2556 × 1179 Pixel auf, das Pro Max hat eine Auflösung von 2796 × 1290 Pixel. Apple verwendet hier ProMotion-Bildschirme mit einer adaptiven Bildwiederholrate von bis zu 120 Hertz. Die Helligkeit wurde im Vergleich zum Vorgänger nicht verändert, die maximale typische Helligkeit liegt bei 1000 Nits, die Spitzenhelligkeit bei HDR beträgt weiterhin 1600 Nits und im Freien können 2000 Nits erreicht werden. Beide Bildschirme verfügen darüber hinaus über einen großen Farbraum (P3), ein typisches Kontrastverhältnis von 2.000.000:1 und sind HDR-fähig. Auch das aus dem letzten Jahr bekannte Always-on-Display sowie die Dynamic Island (deutsch dynamische Insel) sind als Funktionen integriert.

### Leistung und Akku
Das iPhone 15 Pro und iPhone 15 Pro Max verfügen über das neue System-on-a-Chip A17 Pro, einen 6-Kern-Prozessor mit 19 Milliarden Transistoren, der im 3-Nanometer-Prozess hergestellt wird. Apple verwendet einen 6-Kern-Grafikprozessor, dazu kommen 8 GB Arbeitsspeicher. Auf dem iPhone 15 Pro und Pro Max können Spiele gespielt werden, die bislang nur für Spielekonsolen oder PC erschienen sind, beispielsweise Assassin’s Creed Mirage. Das iPhone 15 Pro erscheint mit 128, 256, 512 GB oder 1 TB internem Speicher, beim Pro Max entfällt die kleinste Variante. Der Akku des iPhone 15 Pro ist auf 3274 mAh vergrößert worden, womit weiterhin 23 Stunden Videowiedergabe, 20 Stunden Videostreaming und 75 Stunden Audiowiedergabe möglich sein sollen. Der Akku des iPhone 15 Pro Max ist auf 4852 mAh angewachsen, das soll unverändert 29 Stunden Videowiedergabe, 25 Stunden Videostreaming sowie 95 Stunden Audiowiedergabe ermöglichen. Beide iPhones können kabellos per Qi mit 7,5 Watt, kabellos per MagSafe mit 15 Watt geladen werden, kabelgebunden sind mit 35 Watt 50 Prozent in 30 Minuten möglich.

### Sonstiges
Das iPhone 15 Pro und iPhone 15 Pro Max verfügt über Dual-SIM, eSIM, ist IP68-zertifiziert, unterstützt WiFi 6E und den Mobilfunkstandard 5G. Die iPhones haben nun einen USB-C- anstelle des bisherigen proprietären Lightning-Anschlusses. Im Gegensatz zum iPhone 15 unterstützt er USB 3.0 mit einer Datenübertragungsrate von bis zu 10 Gbit/s. Entsperrt werden das iPhone 15 Pro und Pro Max wieder per Face ID. Auch integriert ist eine Unfallerkennung, die selbständig Rettungskräfte rufen kann sowie die Notruffunktion per Satellit.
Die seit dem iPhone der ersten Generation bekannte Lautlostaste wurde beim iPhone 15 Pro und Pro Max durch die Aktionstaste ersetzt, über das iPhone weiterhin der Stummmodus aktiviert werden kann, die auch mit anderen Funktionen wie der Kamera, der Taschenlampe, der Lupe, einem Kurzbefehl, den Bedienungshilfen, der Sprachmemo- oder der Übersetzungsfunktion belegt werden kann.

## Kritik
Ein Kritikpunkt ist die etwas langsame Ladegeschwindigkeit bei einer Ladeleistung von 35 Watt. Weiter steht die Reparierbarkeit in der Kritik: das iPhone 15 Pro Max erhielt aufgrund der „Parts Pairing“-Anforderung von iFixit hier nur vier von zehn Punkten.
Außerdem hat der A17-Pro-Prozessor eine deutliche Wärmeabgabe, deren Ableitung kritisiert wird. Apple gab bekannt, mit der Aktualisierung der Software iOS auf die Version 17.0.3 am 6. Oktober 2023 die verstärkte Wärmeentwicklung behoben zu haben.

## Preise und Verfügbarkeit
Das iPhone 15 Pro und iPhone 15 Pro Max waren seit dem 15. September 2023 vorbestellbar und sind ab dem 22. September 2023 im Handel erhältlich. Im Vergleich zur Vorgängergeneration wurde der Preis des iPhone 15 Pro bei Markteinführung um 100 Euro (Deutschland, Österreich) bzw. 100 Schweizer Franken (Schweiz, Liechtenstein) gesenkt, während der Speicher des iPhone 15 Pro Max bei gleichbleibendem Preis verdoppelt wurde.
| Modell            | Speicher | USA (ohne VAT) | Deutschland, Österreich (inkl. MwSt.) | Schweiz, Liechtenstein (inkl. MWST) |
| ----------------- | -------- | -------------- | ------------------------------------- | ----------------------------------- |
| iPhone 15 Pro     | 128 GB   | 999 USD        | 1199 EUR                              | 1079 CHF                            |
| iPhone 15 Pro     | 256 GB   | 1099 USD       | 1329 EUR                              | 1189 CHF                            |
| iPhone 15 Pro     | 512 GB   | 1299 USD       | 1579 EUR                              | 1409 CHF                            |
| iPhone 15 Pro     | 1 TB     | 1499 USD       | 1829 EUR                              | 1629 CHF                            |
| iPhone 15 Pro Max | 256 GB   | 1199 USD       | 1449 EUR                              | 1299 CHF                            |
| iPhone 15 Pro Max | 512 GB   | 1399 USD       | 1699 EUR                              | 1519 CHF                            |
| iPhone 15 Pro Max | 1 TB     | 1599 USD       | 1949 EUR                              | 1739 CHF                            |